# Сумчатый лев
Сумчатый лев или тилаколев (лат. Thylacoleo carnifex) — вымерший вид хищных сумчатых из отряда двурезцовых сумчатых. Сумчатый лев, ископаемые остатки которого находят в отложениях позднего плейстоцена во всех австралийских штатах, являлся крупнейшим хищным млекопитающим Австралии своего времени. Последние сумчатые львы жили одновременно с первобытными аборигенами Австралии и вымерли около 45 тыс. лет назад, возможно, под влиянием охоты людей, истребивших большую часть австралийской мегафауны, а также из-за влияния климатических факторов. Среди доисторических наскальных рисунков австралийских аборигенов найдено зооморфное изображение, которое некоторые исследователи интерпретируют как изображение сумчатого льва.

## Описание

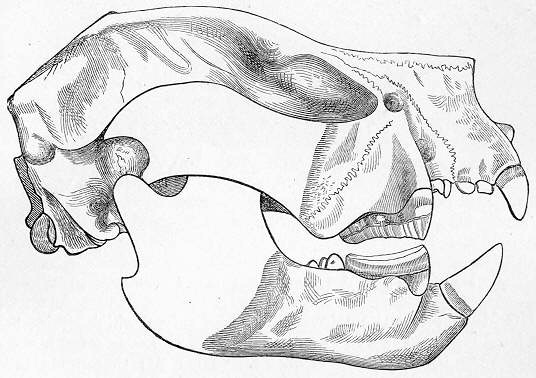
Череп сумчатого льва

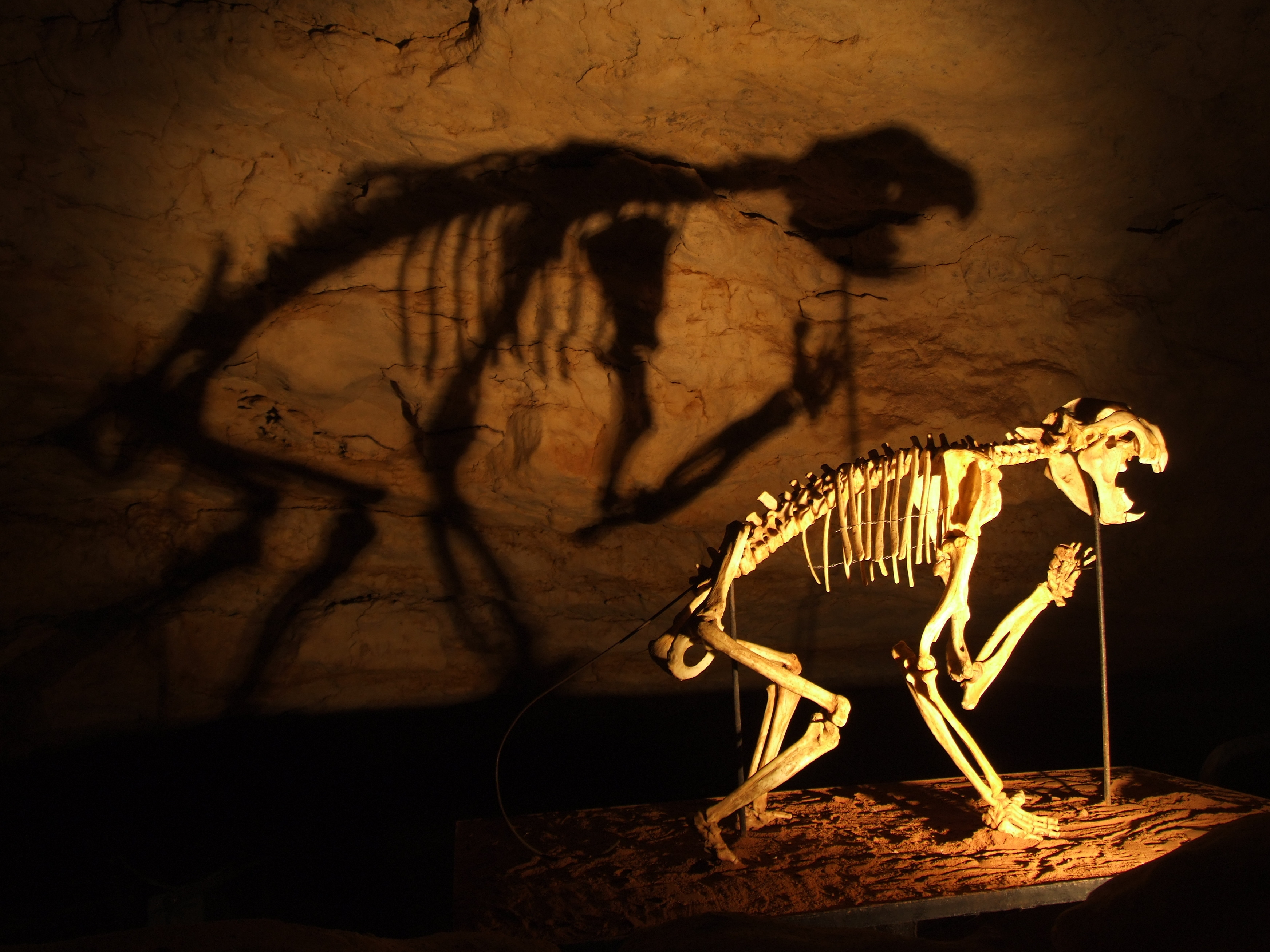
Скелет сумчатого льва в музее Наракуртских пещер

Сумчатый лев мог достигать в длину около полутора метров и 70 см высоты в холке (самая важная часть скелета, позвоночный столб). Вес животного составлял примерно 110 кг, однако единичные находки черепов позволяют говорить о существовании особей массой более 150 кг. Сумчатый лев был чрезвычайно крепко сложенным хищником с хорошо развитой мускулатурой, благодаря чему, несмотря на относительно небольшие размеры тела, обладал достаточно большой массой. Предполагается, что он произошёл от травоядных сумчатых, о чем говорит строение его зубов и скелета, сходное с поссумами или вомбатами. Вероятнее всего, был засадным хищником, подобно ягуару, либо падальщиком, так как его массивный скелет не предполагает возможностей для быстрого бега. Возможно, он мог забираться на деревья, где и подстерегал свою добычу, прыгая сверху.
Особенно хорошо был развит плечевой пояс с толстыми костями и ярко выраженной мускулатурой. Примерно посередине плечевой кости находился вырост правильной формы, к которому крепилась мощная мускулатура, позволявшая животному атаковать и удерживать когтями даже большую и хорошо вооружённую добычу. Отличительной особенностью животного был отстоящий большой палец на передних конечностях, предназначение которого заключалось, как считали ранее, в удерживании добычи.
Сравнение локтевых суставов показало, что эти органы у сумчатого льва по строению отличаются от локтевых суставов всех ныне живущих хищных млекопитающих. Выяснилось, что тилаколев мог широко «раскидывать» свои передние конечности. Это, а также отстоящий большой палец помогали хищнику хватать и убивать крупных жертв когтями, а не зубами.
Добыча затем разделялась на куски заострёнными коренными зубами. Некоторые учёные считают, что сумчатый лев мог обладать сильнейшим укусом среди всех известных хищных млекопитающих. Ему также приходилось делить окружение с другими крупными наземными хищниками: тилацинами, комодскими варанами, мегаланиями и квинканами.
Во второй половине XX века, при раскопках в пещерах Налларбор, а затем и в других местах Австралии, найдены несколько ископаемых черепов, а также полных скелетов сумчатого льва, в том числе самки с детёнышем.